# 羽後日産モーター
羽後日産モーター株式会社（うごにっさんモーター）は、秋田県秋田市に本社をおく、日産自動車の正規ディーラー（旧ブルーステージ店、旧モーター店）。

## 概要
秋田県内にショールームとサービス工場を併設した11の事業所をもつ。元は旧モーター店（いわゆるローレル販売会社）であったため、社名に「モーター」が含まれている。
現在は、全店舗がグレー基調に赤をアクセントにしたデザインの、VI（ビジュアルアイデンティティー）型店舗にリニューアルし、従来のブルーステージ店から日産の新しいブランドイメージ店舗に移行した。

## 沿革

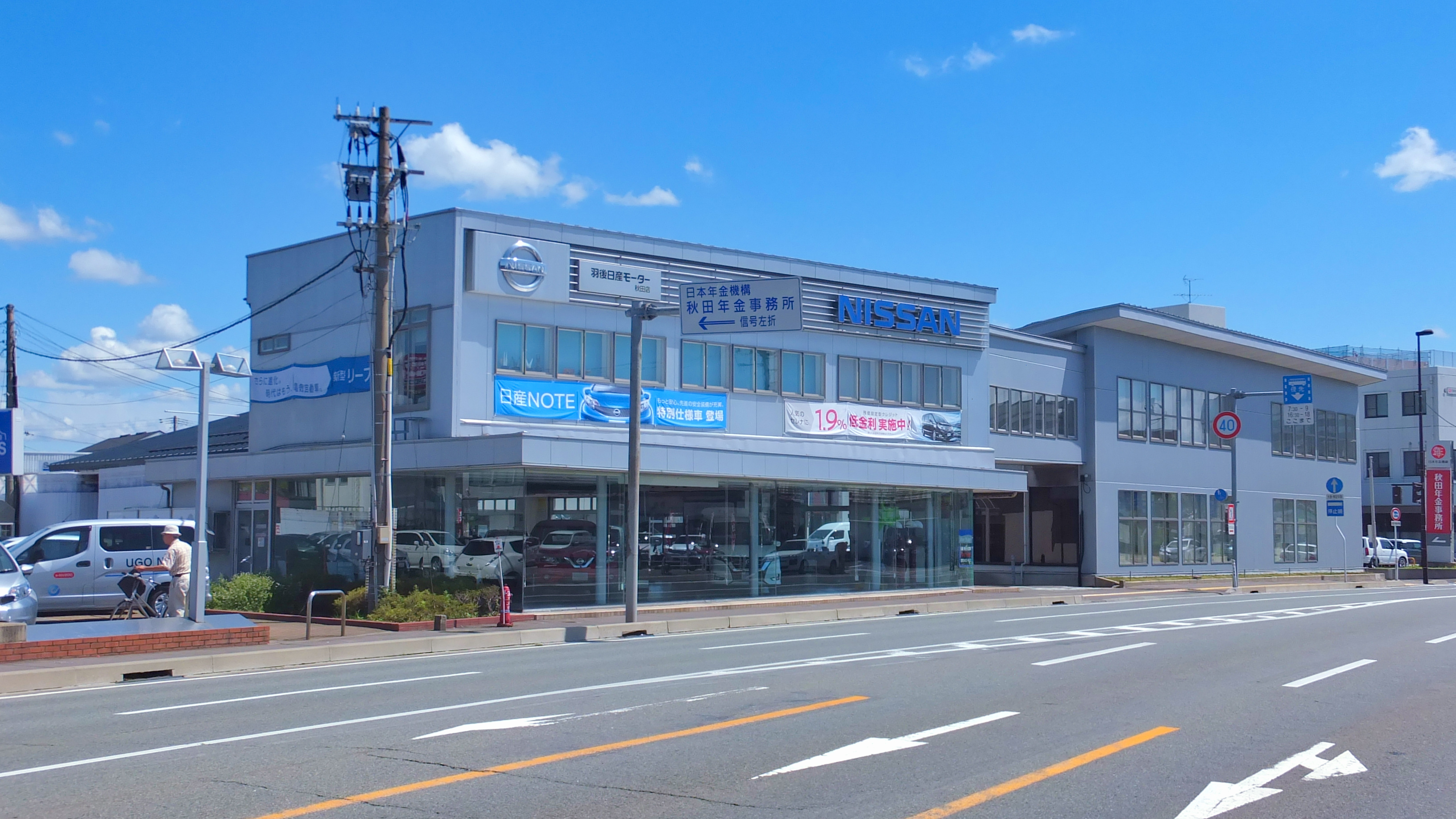
旧本社屋（2016年8月）

- 1956年10月 - 日産 ジュニア（トラック）、オースチン販売会社として設立（設立時の商号は羽後ニッサンモーター株式会社）
- 1957年10月 - 本社を秋田市保戸野に新築移転
- 1958年 5月 - 大館市、湯沢市に拠点を設置
- 1960年 4月 - 大曲市（現大仙市）に拠点を設置
- 1962年12月 - 大館営業所を大館市片山へ移転新設、湯沢営業所（現湯沢店）を現在地へ移転新設
- 1963年
  - 4月 - 能代市、横手市、本荘市（現由利本荘市）に拠点を設置、セドリック販売開始
  - 11月 - 花輪町（現鹿角市)に拠点を設置
- 1964年 2月 - 鷹巣町（現北秋田市）、角館町（現仙北市）に拠点を設置
- 1965年 6月 - 能代営業所を能代市住吉町に移転新設
- 1966年12月 - 本荘営業所（現本荘店）を現在地に移転新設
- 1967年11月 - 横手営業所（現横手店）を現在地に移転新設
- 1968年
  - 3月 - 仙北日産自動車（株）との合併により大曲営業所を大曲市若竹町に移転、角館営業所を角館町山根に移転
  - 4月 - ローレル販売開始
  - 7月 - 秋田市中通6丁目に中通販売所設置、能代営業所（現能代店）を現在地に移転新設
  - 9月 - 男鹿市船越字前野に男鹿出張所設置
- 1969年
  - 8月 - 角館営業所（現角館店）を現在地に移転新設
  - 11月 - 秋田営業所を秋田市保戸野千代田町に設置
- 1970年
  - 6月 - 秋田市川尻町字大川反の（協）日産秋田カーセンター内に臨海営業所設置
  - 11月 - 五城目町大川に湖東出張所設置、中通販売所閉鎖
- 1971年 5月 - 男鹿出張所閉鎖
- 1973年10月 - 大館営業所（現大館店）を現在地に移転新設
- 1977年 9月 - 土崎営業所（現土崎店）を秋田市土崎に設置
- 1979年
  - 7月 - 秋田営業所に中古車センター新設
  - 9月 - 十文字町十文字字新田（現横手市）にユーズドカーセンター設置
- 1981年
  - 3月 - 仁賀保町平沢字八森（現にかほ市）に仁賀保ユーズドカーセンター設置
  - 4月 - 秋田営業所（現秋田店）を現在地に移転
  - 6月 - 湖東出張所閉鎖
- 1985年 8月 - 十文字ユーズドカーセンター閉鎖
- 1987年 3月 - 仁賀保ユーズドカーセンター閉鎖
- 1989年
  - 3月 - 大曲営業所（現大曲店）を現在地に移転新設
  - 7月 - 秋田市向浜に板金塗装工場を設置
- 1990年 2月 - 臨海営業所閉鎖、秋田南店を秋田市四ツ小屋に設置
- 1992年
  - 4月 - 秋田市向浜の板金塗装工場をカーメイクアップセンターに名称変更
  - 5月 - 「営業所」「出張所」の呼称を全拠点「店」に変更
- 1995年 8月 - 秋田店中古車センター展示場を拡張
- 1999年
  - 4月 - 日産販売店網の再編により2系列相互併売開始（モーター店からブルーステージ店へ転換）
  - 8月 - 花輪出張所、鷹巣出張所閉鎖
- 2002年
  - 4月 - 日産初の軽自動車「モコ」発表
  - 8月 - 日産自動車 カルロス・ゴーン社長が秋田店を訪問
- 2003年 9月 - 軽商用車「クリッパー」発表
- 2005年 4月 - 日産車、全車種取扱い開始
- 2008年 9月 - 御所野店（旧秋田南店）を秋田市御所野に移転新設
- 2009年 3月 - カーメイクアップセンターを秋田市四ツ小屋（旧秋田南店跡地）に移転し板金塗装工場を増新築
- 2010年12月 - 電気自動車 「リーフ」販売開始
- 2012年12月 - 湯沢店を新築オープン
- 2017年
  - 4月 - 本社、秋田店の解体工事開始。
  - 7月 - 本荘店の中古車展示場を拡張
  - 12月 - 本社、秋田店の新社屋での営業開始。
- 2018年 5月 - 本社、秋田店の外構工事完成。
- 2022年（令和4年）7月8日 - 秋田県と日産自動車、県内日産系ディーラー4社にて「災害時の電気自動車（EV）貸与に関する連携協定」を締結[2]。
- 2024年 5月31日 - 角館店を閉鎖

## 事業所

### 秋田市
- 秋田店／秋田市保戸野鉄砲町13-2
- 秋田店中古車センター／秋田市保戸野鉄砲町13-2 （日産自動車認定 NISSAN U-CARS クオリティショップ）
- 土崎店／秋田市飯島道東一丁目1-43
- 御所野店／秋田市御所野堤台一丁目1-1-2
- カーメイクアップセンター／秋田市四ツ小屋字与左エ門川原338-1 （板金塗装・整備）

### 県北
- 大館店／大館市餅田一丁目7-20（中古車展示場併設、日産自動車認定 NISSAN U-CARS クオリティショップ）
- 能代店／能代市河戸川字上大須賀31

### 県南
- 本荘店／由利本荘市石脇字田尻野17-11
- 大曲店／大仙市高関上郷字高屋敷4-1（中古車展示場併設、日産自動車認定 NISSAN U-CARS クオリティショップ）
- 横手店／横手市駅南3丁目5-39
- 湯沢店／湯沢市桜通り1-21

### 秋田県内の他日産車販売店
- 秋田日産自動車
- 日産プリンス秋田販売
- 日産サティオ秋田